# ولونتر
شهر ولونتر (به رومانیایی: Voluntari) در شهرستان ایلفو در کشور رومانی واقع شده‌است. جمعیت این شهر ۳۰٬۰۱۶ نفر  است.